# Anna Lisa Lundkvist
Anna Elisabeth (Lisa) Lundkvist, född 29 april 1902 i Hedvig Eleonora församling, död 16 juli 1980 i Nacka, var en svensk författare och översättare. Hon var dotter till köpman August Österberg och Malvina Johansson. Hon var syster till statsrådet Erik Österberg. Gift 1926 med avdelningschef Ragnar Lundkvist, 1897–1961.

## Priser och utmärkelser
- Svenska Dagbladets litteraturpris 1945